# الانتقام (فلم 1986)
الانتقام فيلم دراما مصري من إخراج وتأليف فايق إسماعيل، عام 1986. الفيلم من بطولة عادل أدهم، نجوى فؤاد، دلال عبد العزيز، هشام سليم، عبد المنعم إبراهيم، ونعيم عيسى. تدور الأحداث حول الصراع القائم بين أثنين من أصحاب المزارع الضخمة للفوز بالسيطرة على السوق وما يحدث من فساد وإتباع طرق شرسة في الإنتقام.
صدر الفيلم إلى دور العرض المصرية في 6 أكتوبر 1986.
منح موقع قاعدة بيانات الأفلام على الإنترنت (IMDB) الفيلم درجة 4.3/ 10.
منح موقع قاعدة بيانات الأفلام العربية "السينما.كوم" الفيلم درجة 5.6/ 10.

## طاقم التمثيل
عادل أدهم: في دور جابر عمران
نجوى فؤاد: في دور أشجان
دلال عبد العزيز: في دور سعدية مبروك
هشام سليم: في دور صلاح عمران
عبد المنعم إبراهيم: في دور الشيخ سنوسي
نعيم عيسى: في دور سعد المطيور
سمر الشيخ: في دور جميلة بدران
رشاد فرج: في دور مفتح
محمد عتريس: في دور رجب
حسن الأنور: في دور شكري
مصطفى كمال: في دور الدكتور فخري
علية علي: في دور زينب
بالاشتراك مع: محمد توفيق – نصر سيف – محمد نجيب – حسن توتالة – سيد غريب – نبوية سعيد – شكري منصور – شفيق الشايب – مصطفى المعاون – عبد الحميد أنيس – سيد دعبس – نجوى سلطان – فاطمة عيد – علي مصطفى 

## أحداث الفيلم
يمتلك جابر عمران (عادل أدهم) مزرعة كبيرة لتسمين العجول وإنتاج الألبان وتربية الدجاج وإنتاج البيض، وينافسه في أعماله سعد المطيور (نعيم عيسى) صاحب المزرعة المجاورة. يتمثل صراعهم في أعمال السرقة وتسميم العجول وحرق العنابر ليفوز أحدهم ويتمكن من السيطرة على السوق. تقوم الراقصة أشجان (نجوى فؤاد) بالوساطة بين الطرفين والاستفادة المادية من كليهما. يعمل صلاح عمران (هشام سليم)، شقيق جابر، بالمزرعة بعد أن استولى جابر على ميراثه، ويطمع صلاح في أن يرث شقيقه الذي لا ينجب. يقع صلاح في حب سعدية مبروك (دلال عبد العزيز) التي تعمل في المزرعة ويتفق معها على الزواج. يستغل جابر غياب شقيقه ويحاول الإعتداء على سعدية ويفشل، ويطلبها للزواج فترحب وهي تحلم بالثراء. يغضب صلاح من شقيقه ويهجر المزرعة. تصمم جميلة بدران (سمر الشيخ)، العاملة بالمزرعة، على الإنتقام من جابر الذي قتل والدها واستولى على أرضه، لذلك تتقرب من صلاح حتى يتزوجها ويعمل الاثنين عند سعد المطيور غريم جابر ليتفق الجميع على الإنتقام من جابر، بينما تحمل سعديه وتنجب "عطاء". يستمر خلاف جابر مع سعد المطيور بعد أن منع جابر الماء عن مزرعة المطيور. يتزوج صلاح من جميلة ويرحلا إلى القاهرة للعمل في أحد المصانع. تسافر سعدية للقاهرة لزيارة مسجد الحسين ويتم إختطاف ولدها عطاء. يجن جنون جابر ويشك في المطيور، بينما تشك سعدية في جميلة وزوجها صلاح، ويقوم جابر بإبلاغ الشرطة. تحريض سعدية زوجها جابر على أخيه صلاح معللة خطفه لإبنها بأنه يريد أن يحجب الوريث ليتسنى له أن يرث بدلا منه. يعثر رجال الشرطة على طفل رضيع وتتنازع عليه إمرأة أخرى بجانب سعدية، وتبدأ التحقيقات لمعرفة نسب الطفل، وتحدث المفاجأة وتثبت التحاليل أن جابر عقيم، وهكذا يطلق جابر زوجته سعدية، ويظن أن الفاعل هو شقيقه صلاح، حبيب سعدية القديم، ولكن تأثير الصدمة تؤدي إلى موت جابر. يحاول المطيور أن يستولي على مزرعة جابر بالقوه، ولكن ساعده الأيمن المفتح (رشاد فرج) يقتله لتسببه في خلافات لا لزوم لها مع جيرانهم، بينما يتم إختطاف صلاح وزوجته جميلة، ويكتشفوا أن جابر مازال حياً، ويحاول قتل شقيقه صلاح، ولكن جميلة تعترف له أنها هي من اختطفت الطفل عطاء في المولد وقتلته انتقاما لوالدها. يقوم جابر بقتل جميلة، وحينما يريد أن يقتل صلاح تقوم الشرطة بإطلاق النار عليه فقتله، وتصاب سعدية بالجنون.

## وصلات خارجية
- مقالات تستعمل روابط فنية بلا صلة مع ويكي بيانات
- الانتقام على موقع الدهليز
- الانتقام على موقع كاروهات

https://www.avclub.com/film/reviews/al-enteqam-1986 الإنتقام (فيلم 1986)